# Edotia magellanica
Edotia magellanica är en kräftdjursart som beskrevs av Cunningham 1871. Edotia magellanica ingår i släktet Edotia och familjen tånglöss. Inga underarter finns listade i Catalogue of Life.